# لئونارد کیبریک
لئونارد کیبریک (انگلیسی: Leonard Kibrick؛ ‏ ۶ سپتامبر ۱۹۲۴ – ۴ ژانویهٔ ۱۹۹۳) بازیگر اهل ایالات متحده آمریکا بود. او کارش را به‌عنوان یک بازیگر خردسال در مجموعه‌فیلم‌های دارودسته ما آغاز کرد.
از فیلم‌هایی که وی در آن‌ها نقش داشته است، می‌توان به راکسی هارت، جسی جیمز، گلدوین فولیز، اَلیوپ و سان‌فرانسیسکو اشاره نمود.